# Финукейн, Эмма
Э́мма Фину́кейн (англ. Emma Finucane; род. 22 декабря 2002, Кармартен) — британская профессиональная трековая велогонщица. Чемпионка мира 2023 года в женском индивидуальном спринте, стала третьей британкой (после Виктории Пендлтон и Бекки Джеймс) и второй валлийкой (после Джеймс), завоевавшей этот титул. Член ордена Британской империи (2024).

## Биография

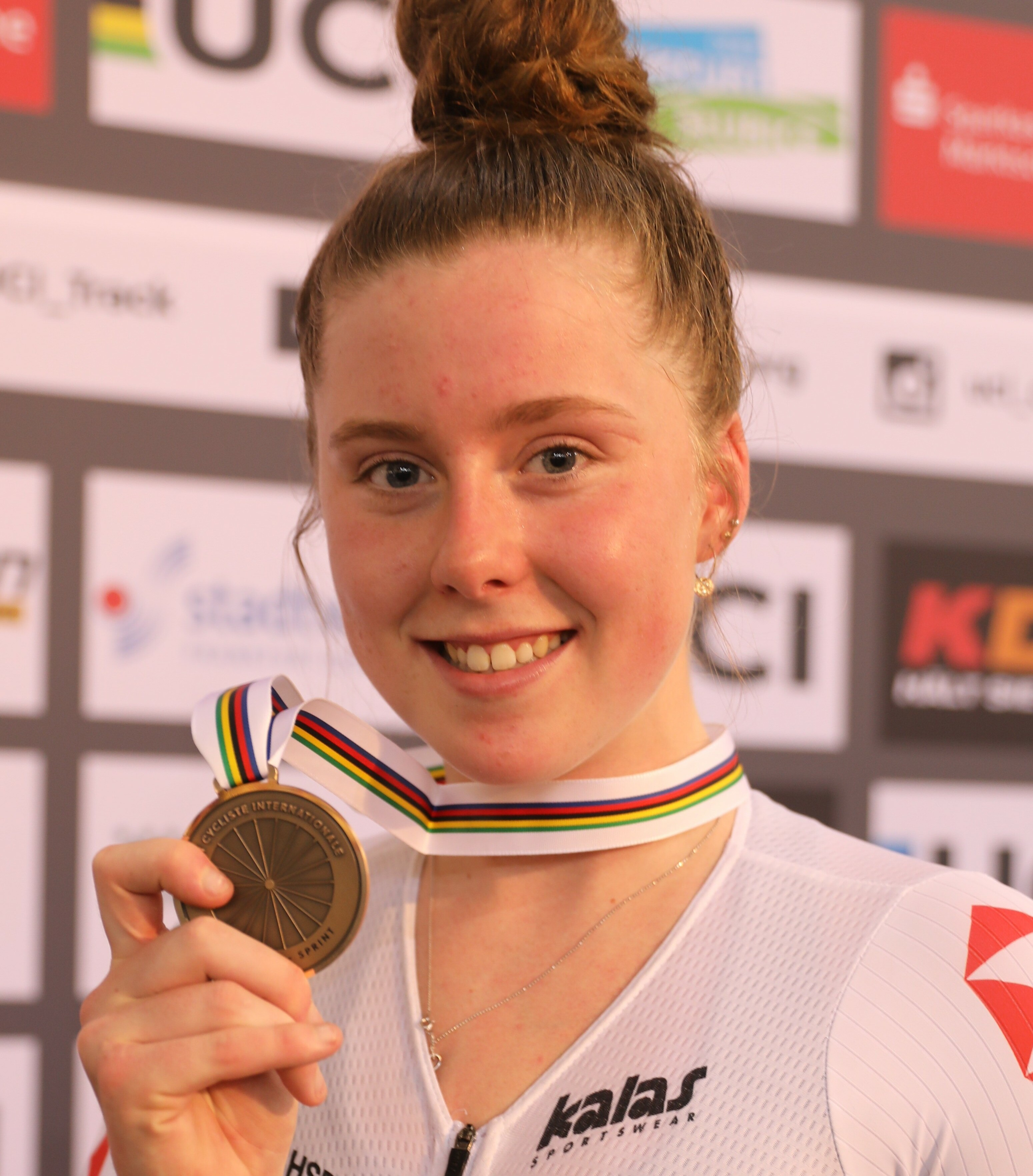
2019 год

Ранее завоевав две серебряные медали на чемпионате Великобритании по трековому велоспорту 2020 года, Финукейн стала чемпионкой Великобритании, выиграв командный спринт в 2022 году. На этом же чемпионате она завоевала серебряную и две бронзовые медали.
Позже, в том же году, Финукейн завоевала бронзовые медали в спринте и командном спринте на Играх Содружества.
Финукейн стала звездой чемпионата Великобритании по трековому велоспорту 2023 года, завоевав четыре национальных титула (доведя их общее количество до 5). Это были заезды на 500 м, спринт, кейрин и второй титул в командном спринте. На чемпионате мира по трековому велоспорту 2023 года в Глазго, на велодроме Chris Hoy National, она завоевала свой первый крупный титул, выиграв золото в спринте на треке — первая британка после Бекки Джеймс в 2013 году — победив в финале Леа Фридрих из Германии. В квалификации спринта на 200 метров она установила новый британский рекорд и новый рекорд времени на уровне моря — 10,234 с. Также входила в состав британской спринтерской команды, которая завоевала серебро на тех же соревнованиях.
На летних Олимпийских играх 2024 года Финукейн вместе с подругами по команде Софи Кейпвелл и Кэти Марчант завоевала золотую медаль в командном спринте. В ходе соревнований команда трижды побила мировой рекорд, установив в итоге новый рекорд — 45,186 секунды в финале. Позже она добавила бронзовую медаль в женском кейрине. Финукейн стала первой с 1964 года британской женщиной, завоевавшей на одних Олимпийских играх более двух медалей, тогда это удалось легкоатлетке Мэри Рэнд.

### Личная жизнь
Финукейн — внучатая племянница ирландского летчика времён Второй мировой войны, командира крыла RAF Брендана Финукейна (1920—1942), который в июне 1942 года стал самым молодым командиром крыла RAF в возрасте всего 21 года.